# Лими, Эндрю
Эндрю Лими (17 апреля 1810 г., Дром, графство Северный Типперэри, Ирландия — 21 апреля 1868 г. в Халле, Квебек) — основатель промышленности и влиятельное лицо общины в городе Райтстаун, Нижняя Канада, позднее известном под названием Халл (в настоящее время — один из секторов города Гатино в Национальном столичном регионе Канады.

## Биография
Эндрю Лими был сыном Майкла Лими и Маргарет Маршалл. Семья эмигрировала в Райтстаун вместе с Эндрю, его двумя братьями Джеймсом и Майклом и двумя его сестрами Кэтрин и Энн в период 1820—1830 годах.
Эндрю Лими внёс такой же важный вклад в промышленное развитие города Халл, как и его предшественник, основатель города Филемон Райт. Как и многие другие пионеры региона Оттава-Халл того времени — такие, как Николас Спаркс и Джон Рудольфус Бут — Эндрю Лими начал свою профессиональную жизнь в качестве сотрудника Райта в 1830 году, живя и работая на принадлежавшей последнему ферме Колумбия, где он постепенно стал надёжным помощником своего босса.
В 1833 году тесные связи с семьей Райт — а также, очевидно, с Николасом Спарксом — способствовали браку с дочерью сына Филемона Райта, Эрексиной, которая сама стала приемной дочерью Николаса Спаркса после смерти Филемона Райта-младшего в 1821 году.
В 1835 году, после нескольких лет службы у Райта, Лими сэкономил достаточно денег, чтобы купить 200 гектаров земли, принадлежащей последнему, где также находилась Ферма Гатино, первая ферма Райта. В 1853 году Лими начал свое дело, построив паровую лесопилку на южном берегу озера Коламбия-Понд, которое позднее было переименовано в Озеро Лими. Затем Лими вырыл канал, чтобы соединить озеро с рекой Гатино, чтобы облегчить транспортировку бревен на лесопилку. Мельница, которая была первой в регионе паровой лесопилкой, позднее разрушилась от взрыва парового котла и не была восстановлена.
В середине 1830-х гг. Лими прославился как один из активных деятелей ирландской банды «шайнеров», боровшейся за влияние с местными франкоязычными католиками в Оттаве. Суд присяжных неоднократно оправдывал его по делам, связанным с обвинениями в убийстве. Влияние Лими в Оттаве было столь велико, что местные предприятия боялись нанимать людей, которые были не в ладах с Лими.
Эндрю Лими был также набожным католиком и, согласно семейной традиции Райта, уделял много времени социальному и культурному развитию Райтстауна. Он тесно сотрудничал с отцом Луи-Этьеном-Делилем Ребулем, чтобы добиться создания самостоятельной школьной системы для графства Халл. Результатом стало создание Независимого школьного совета в 1866 году, и Лими был избран его первым президентом.
В настоящее время вблизи того места, где находился дом Лими (впоследствии снесённый), находится казино Лак-Лими. Расположенное рядом озеро названо в честь Лими.
Фундамент его дома был раскопан археологами в 2006 году по поручению Национальной столичной комиссии. Оказалось, что каменные стены дома были необычно толстыми для сооружений того времени.
Бревенчатый дом, который все ещё стоял в 1884 году на ферме Лими, был, вероятно, первым домом Филемона Райта, построенным на берегу реки Гатино, когда тот прибыл в регион в 1800 году. Этот дом получил в семье Райт прозвище «Вигвам» .

## Убийство
Эндрю Лими погиб в ночь на 21 апреля 1868 г. на названной в его честь дороге, которая вела к его дому, при подозрительных обстоятельствах. Несмотря на расследование, обстоятельства его смерти оставались неясными более десяти лет. В статье в «Торонто Глоб» 15 августа 1878 г. перепечатанной в « Нью-Йорк таймс» четыре дня спустя, указывалось, что некий Генри Максвелл и его зять были арестованы за убийство и ограбление Эндрю Лими .
Эндрю Лими похоронен на земле, которую он пожертвовал католической церкви для создания кладбища Нотр-Дам в Гатино. Его могила обращена к озеру, которое сегодня носит его имя.